# Saison 2009-2010 de la LNAH
Saison précédente Saison suivante
La saison 2009-2010 est la quatorzième saison de la Ligue nord-américaine de hockey (souvent désignée par le sigle LNAH), ligue de hockey sur glace du Québec. La saison débute à sept équipes, mais le 11 février 2010, le Lois Jeans de Pont-Rouge est exclu des activités de la ligue. Chacune des six équipes qui terminent la saison joue quarante-quatre parties. La saison régulière débute le 24 septembre 2009 et se termine le 7 mars 2010.

## Saison régulière

### Changements
- Les Chiefs de Saint-Hyacinthe sont dissous[2].

- Le 98.3 FM de Saguenay devient les Marquis de Saguenay[3].

### Faits marquants
- Le 3 octobre 2009, Mathieu Benoît du Marquis de Saguenay marque son 251e but dans la ligue. Il devance donc Martin Duval à titre de meilleur buteur de l’histoire de la ligue[4].
- Le 29 janvier 2010, Yannick Landry du CIMT de Rivière-du-Loup devient le dixième joueur de l’histoire de la ligue à obtenir 500 points en carrière[5].
- Le 26 février 2010, Kévin Cloutier du CRS Express de Saint-Georges devient le onzième joueur de l’histoire de la ligue à obtenir 500 points en carrière[6].
- Le 7 mars 2010, Simon Laliberté du Caron et Guay de Trois-Rivières devient le douzième joueur de l’histoire de la ligue à obtenir 500 points en carrière[7].

### Classement des équipes
C’est le Saint-François de Sherbrooke qui termine la saison régulière en première place. Les six équipes qui terminent la saison participent aux séries.
- Équipe championne de la saison régulière
- Équipe qui ne termine pas la saison

Pour les significations des abréviations, voir statistiques du hockey sur glace.
| Équipe                          | PJ | V  | D  | DP | DF | BP  | BC  | Pun   | Pts |
| ------------------------------- | -- | -- | -- | -- | -- | --- | --- | ----- | --- |
| Saint-François de Sherbrooke    | 44 | 25 | 11 | 5  | 3  | 178 | 156 | 1 667 | 58  |
| Caron et Guay de Trois-Rivières | 44 | 25 | 11 | 5  | 3  | 184 | 165 | 1 523 | 58  |
| Marquis de Saguenay             | 44 | 27 | 15 | 0  | 2  | 178 | 155 | 1 449 | 56  |
| CRS Express de Saint-Georges    | 44 | 25 | 16 | 2  | 1  | 191 | 181 | 1 492 | 53  |
| CIMT de Rivière-du-Loup         | 44 | 21 | 19 | 3  | 1  | 175 | 173 | 1 528 | 46  |
| Isothermic de Thetford Mines    | 44 | 16 | 24 | 2  | 2  | 168 | 209 | 1 452 | 36  |
| Lois Jeans de Pont-Rouge        | 36 | 11 | 22 | 1  | 2  | 141 | 176 | 1 267 | 21  |

### Meilleurs joueurs de la saison régulière

#### Classement des pointeurs
| Joueur                 | Équipe         | PJ | B  | A  | Pts | +/- | Pun |
| ---------------------- | -------------- | -- | -- | -- | --- | --- | --- |
| Jean-François Boutin   | Saint-François | 43 | 34 | 46 | 80  | +10 | 91  |
| Simon Laliberté        | Caron et Guay  | 43 | 24 | 51 | 75  | +7  | 40  |
| Jesse Bélanger         | CRS Express    | 44 | 27 | 38 | 65  | +17 | 8   |
| Grégory Dupré          | Saint-François | 44 | 20 | 42 | 62  | +10 | 38  |
| Mathieu Benoît         | Marquis        | 42 | 27 | 33 | 60  | +15 | 34  |
| Jean-François Laplante | CRS Express    | 42 | 24 | 34 | 58  | -3  | 77  |
| Yannick Landry         | CIMT           | 42 | 14 | 44 | 58  | +6  | 6   |
| Kévin Cloutier         | CRS Express    | 30 | 12 | 45 | 57  | +3  | 34  |
| Louis Mandeville       | Caron et Guay  | 42 | 16 | 41 | 57  | +21 | 42  |
| Daniel Gauthier (en)   | Marquis        | 43 | 17 | 40 | 57  | +14 | 32  |

#### Classement des gardiens de but
| Gardien           | Équipe         | PJ | Min     | V  | D  | DP | BC  | BL | %Arr   | Moy  |
| ----------------- | -------------- | -- | ------- | -- | -- | -- | --- | -- | ------ | ---- |
| David Guerrera    | Marquis        | 25 | 1437:04 | 15 | 8  | 1  | 75  | 1  | 91,2 % | 3,13 |
| Maxime Daigneault | Saint-François | 13 | 742:07  | 6  | 2  | 4  | 39  | 0  | 89,0 % | 3,15 |
| Mathieu Poitras   | Caron & Guay   | 30 | 1757:53 | 15 | 7  | 6  | 94  | 0  | 90,2 % | 3,21 |
| Louis Ménard      | Saint-François | 24 | 1313:31 | 14 | 6  | 2  | 72  | 1  | 89.3 % | 3,29 |
| Loïc Lacasse      | CIMT           | 37 | 2189:02 | 18 | 15 | 4  | 126 | 1  | 90,0 % | 3.45 |

## Séries éliminatoires

### Premier tour
Tournoi à la ronde, où les équipes qui ont terminé la saison régulière en première, deuxième et troisième place affrontent deux fois les équipes en quatrième, cinquième et sixième place.
- Les quatre équipes avec la meilleure fiche passent à la ronde suivante.

| Équipe                          | PJ | V | D | BP | BC | +/- | Pts |
| ------------------------------- | -- | - | - | -- | -- | --- | --- |
| CRS Express de Saint-Georges    | 6  | 5 | 1 | 24 | 14 | +10 | 10  |
| Saint-François de Sherbrooke    | 6  | 3 | 3 | 21 | 18 | +3  | 6   |
| CIMT de Rivière-du-Loup         | 6  | 3 | 3 | 24 | 24 | 0   | 6   |
| Marquis de Saguenay             | 6  | 3 | 3 | 25 | 26 | -1  | 6   |
| Isothermic de Thetford Mines    | 6  | 3 | 3 | 27 | 31 | -4  | 6   |
| Caron et Guay de Trois-Rivières | 6  | 1 | 5 | 23 | 31 | -8  | 2   |

### Deuxième tour
L'équipe qui termine le tournoi à la ronde en première place affronte la quatrième et les deuxièmes et troisièmes s'affrontent.
Le deuxième tour et la finale se jouent au meilleur des sept rencontres.
- Saint-Georges 4-2 Saguenay
- Sherbrooke 4-0 Rivière-du-Loup

### Finale des séries
St-Georges de Beauce et Sherbrooke sont opposés en finale. Le CRS Express de Saint-Georges remporte la Coupe Futura  en 6 matchs.
Yvan Busque joueur de St-Georges remporte le trophée des médias remis au meilleur joueur des séries.

### Classements des pointeurs des séries
| Joueur               | Équipe         | PJ | B  | A  | Pts | +/- | Pun |
| -------------------- | -------------- | -- | -- | -- | --- | --- | --- |
| Kévin Cloutier       | CRS Express    | 18 | 14 | 21 | 35  | +11 | 20  |
| Jesse Bélanger       | CRS Express    | 17 | 12 | 17 | 29  | +1  | 4   |
| Yvan Busque          | CRS Express    | 18 | 14 | 15 | 29  | +9  | 34  |
| Dany Roussin         | CRS Express    | 18 | 12 | 12 | 24  | +6  | 12  |
| Philippe Audet       | CRS Express    | 18 | 7  | 17 | 24  | +9  | 30  |
| Éric Bertrand        | CRS Express    | 18 | 6  | 15 | 21  | +5  | 38  |
| Mathieu Benoît       | Marquis        | 11 | 6  | 13 | 19  | +4  | 20  |
| Jean-François Boutin | Saint-François | 15 | 9  | 9  | 18  | -2  | 30  |
| Grégory Dupré        | Saint-François | 16 | 7  | 11 | 18  | -3  | 2   |
| Maxime Boisclair     | CIMT           | 10 | 6  | 11 | 17  | +6  | 22  |

## Récompenses

### Trophées et honneurs
Cette section présente l'ensemble des trophées remis aux joueurs et personnalités de la ligue pour la saison.
| Trophée                                                           | Joueur                                 |
| ----------------------------------------------------------------- | -------------------------------------- |
| Trophée Claude Larose Joueur le plus utile à son équipe           | Jean-François Boutin (Sherbrooke)      |
| Trophée Éric Messier Meilleur défenseur                           | Louis Mandeville (Trois-Rivières)      |
| Trophée Guy Lafleur Meilleur marqueur                             | Jean-François Boutin (Sherbrooke)      |
| Trophée Maurice Richard Meilleur buteur                           | Jean-François Boutin (Sherbrooke)      |
| Trophée Serge Léveillée (entraîneur) Meilleur entraîneur          | Éric Dandenault (Sherbrooke)           |
| Trophée Jonathan Delisle Joueur démontrant le meilleur Leadership | Jean-François Laplante (Saint-Georges) |
| Trophée des médias Joueur le plus utile des séries éliminatoires  | Yvan Busque (Saint-Georges)            |
| Trophée du meilleur gardien de but                                | David Guerrera (Saguenay)              |
| Trophée du joueur le plus gentilhomme                             | Jesse Bélanger (Saint-Georges)         |
| Trophée de la recrue offensive                                    | Dany Roussin (Saint-Georges)           |
| Trophée de la recrue défensive                                    | Maxim Gougeon (Saguenay)               |

| Trophée                                                                   | Équipe                       |
| ------------------------------------------------------------------------- | ---------------------------- |
| Coupe du Commissaire Équipe de la saison régulière avec le plus de points | Saint-François de Sherbrooke |
| Coupe Futura Vainqueur des séries                                         | CRS Express de Saint-Georges |
| Trophée Gilles Lefebvre Meilleure organisation de la ligue                | CRS Express de Saint-Georges |

### Équipe d'étoiles
- Gardien : David Guerrera (Saguenay)
- Défenseurs : Louis Mandeville (Trois-Rivières), Mathieu Dumas (Sherbrooke) et David Cloutier (Thetford-Mines) (à égalité)
- Centre : Jesse Bélanger (Saint-Georges)
- Ailiers : Jean-François Boutin (Sherbrooke) et Simon Laliberté (Trois-Rivières)